# 北宋
北宋（960年2月4日－1127年3月20日），古代王朝，是宋朝的其中一个時期，開國皇帝是宋太祖趙匡胤，建都汴京（今河南开封市）。
後周世宗猝逝，繼位的恭帝年僅七歲（960年）禁軍大將趙匡胤抵禦入侵的遼軍，途經陳橋驛發生兵變，部下將黃袍加在趙匡胤身上，擁立他為皇帝。事後趙匡胤領兵回京，逼周恭帝退位，建立宋朝是為宋太祖。定都開封市稱北宋。至靖康二年（1127年）金兵攻入开封，俘虜宋徽宗、宋欽宗為止，史稱靖康之禍。同年徽宗之子宋高宗南下逃亡，在应天府稱帝，延續大宋政權，史稱南宋。南宋与北宋合称“两宋”或“宋朝”，共319年。依據五行相生的順序，後周的「木」德之後為「火」德，因此宋朝以「火」為五行德運，並取紅色為王朝正色。
北宋的最大统治区域包括东、南到海南，北以今海河、河北霸州、山西雁门关为界与辽相交；西北以陕西横山、甘肃东部、青海湟水与西夏交界；西南以岷山、大渡河与青藏高原、大理国交界（現雲南大理附近），以广西与越南交界。北宋是面積最小的中原统一皇朝，亦無法統治河西走廊及燕雲十六州。据《太平寰宇记》所载，北宋人口从太平兴国五年（980年）的三千二百五十万增至大观四年（1110年）的約一亿一千三百万。
北宋建国之初，因宋太祖赵匡胤建立的重文抑武制度存在结构性的问题，造成了北宋朝廷出现「三冗三费」、「积贫积弱」、对外军事行动屡次失败等问题。为此从宋仁宗开始北宋朝廷进行了如庆历新政及熙宁变法等多次改革，但都未能改变北宋的根本问题，同时围绕改革引发的新旧党争也一直持续到北宋覆灭。
北宋时期的经济非常繁荣，商业繁盛外贸活跃，陶瓷、丝绸、造船、印刷、造纸等各项工艺都得到了极大的提升，更出现了是世界上最早的纸币“交子”。
北宋时期文化和社会也得到了极大的发展，政治和社会上都崇尚文化跟艺术，在文学、绘画、书法和雕刻等各方面都创造出了璀璨的成就，也因此被後人譽為「文化與藝術的帝國」。其中“词”的诗歌艺术形式在北宋时期开始走向顶峰，后人以“宋词”称之。

## 历史

### 陈桥兵变
宋太祖趙匡胤本來是后周軍人，任殿前都點檢，掌管禁軍，因戰功卓著，成為了後周世宗的心腹大臣。世宗死後，年僅七歲的周恭帝繼位。顯德七年（960年）春節，趙匡胤的黨羽製造遼國進攻的假情報，當時的宰相范質急令趙匡胤率軍北上禦敵。正月初三，趙匡胤抵達陳橋驛，當日夜裏他酣睡之時，被手下軍隊黃袍加身，擁立為帝。後周官僚得知後已知無力回天，周恭帝被迫遜位予趙匡胤。
太祖為北宋訂定的基本国策是「重文轻武」和「強幹弱枝」，著重優待文人，实行一官多职制度。宋太祖於建隆三年（公元962年）七月初九及開寶二年（969年）十月，透過「杯酒釋兵權」，將手握重兵的將軍與地方官吏的武將軍權予以剝奪，委以虛職，並改以文官帶軍，将軍權與財政大權全部集中到中央。同時，北宋大量地扩充中央禁軍規模，大力削弱武将的兵权，又把统兵权和调兵权分開，以達相互牵制之效。
「重文轻武」和「強幹弱枝」的實行，使北宋初期政治、經濟等各方面都比较安定，解決了唐朝中後期宦官专权、藩鎮割據及武人專擅的問題，有利於社会经济的稳定和发展，即使宋朝帝王大多表現平平，也無損國家的繁榮安定。但是這也導致北宋中期机构臃肿重叠，官员数量庞杂，形成“冗官”局面，人浮于事，办事效率低下。另外，「重文轻武」加上统兵权和调兵权相互牵制，亦降低了軍隊的戰鬥力，造成“冗兵”問題。兩者為北宋朝廷帶來沉重的財政負擔。地方資源狹少及軍隊戰力減弱，使宋朝無法有效守备边疆，在對辽和西夏等戰爭中屢屢失敗。

### 开国战争
宋太祖所面臨的另外一項事業就是統一全國。趙匡胤在與趙普雪夜商討後，決定以先南後北為統一全國之步驟。趙匡胤首先行假途滅虢之計，滅亡了南平和武平。之後又滅亡後蜀、南漢、南唐三國。太祖一心希望統一全國，還設立封樁庫來儲蓄錢財布匹，希望日後能夠從遼朝手中贖買燕雲十六州。開寶九年（976年）八月，太祖再次進行北伐。但十月十九日太祖忽然去世，其弟趙光義立刻即位，傳光義謀殺兄長而篡位，是為燭影斧聲之案，北宋統一事業暫告停止。赵光义即位，是为宋太宗。
太宗穩固統治地位後，繼續國家統一事業，先是割據福建漳、泉兩州的陳洪進及吳越王錢弘俶於978年歸降，其後再於979年滅亡北漢。太平興國四年（979年）五月，太宗不顧大臣反對，趁滅亡北漢的餘威，從太原出發進行北伐。起初一度收復易州和涿州。太宗志得意滿，下令進攻燕京。結果在幽州外高粱河（今北京西直门外）遭遇慘敗。此役之後，宋朝的戰略便轉為被動。雍熙三年（986年），太宗再次北伐，結果又敗，著名的大將楊業也在此役中陣亡。之後四川又爆發王小波、李顺民變。太宗的施政不得不轉為重內虛外。
太宗本人附庸風雅，喜好詩賦，政府也因此特別重視文化事業，宋朝重教之風因此而開。太宗還喜好書法，善草、隸、行、篆、八分、飛白六種字體，尤其是飛白體。連宋朝的貨幣淳化元寶上的字也是太宗親题。
宋太祖有年長兒子，卻由胞弟即位之事頗有疑雲，是為「燭影斧聲」事件，民間也一直傳說趙匡胤是被趙光義謀殺的。為確保政權的合法性，趙光義拋出其母杜太后遺言之說，即「金櫃之盟」（或作「匱」）。金櫃之盟起源于杜太后臨終時召趙普入宮記錄遺命，杜太后稱要趙匡胤死後先傳光義，再傳光美（後改名為廷美），再傳德昭（趙匡胤長子）。這份遺書藏于金櫃之中，因此名為金櫃之盟。雖然有金櫃之盟的说法，但是太宗却先後逼死太祖之子德昭和德芳，又貶黜廷美到房州，兩年後廷美就死于谪所。太宗長子太子元佐也因為同情廷美而被罷為庶人，另一子元僖暴死，最後襄王元侃被立為太子，改名恒。至道三年（997年），太宗駕崩，李皇后和宦官王繼恩等企圖立元佐為帝。但宰相呂端處置得當，趙恒于是順利即位，是为真宗。宋朝也開始進入全盛時期。

### 澶淵之盟
太宗死後，真宗趙恒接替即位。真宗奉行太宗黃老無為而治。自從雍熙北伐之後，遼朝就經常在宋遼交界處搶劫殺掠，到景德元年終於演變成大規模侵宋戰爭。宰相寇準力主抗戰，結果真宗親征，宋軍士氣大振，與遼軍相持在澶州城下，遼大將蕭撻凜中了宋軍的床子弩而亡，遼軍士氣大挫。遼宋幾經交涉，最終議和成功，宋每年給遼絹廿萬匹，銀十萬兩，雙方約為兄弟之國，史稱「澶淵之盟」。
後來，寇準漸漸失寵，最終被罷相。真宗開始信用佞臣王钦若。王欽若擅長逢迎，深知真宗希望營造天下太平的氛圍，極力鼓吹真宗封禪（向天皇伏羲表治理之功）。王欽若也與另一位宰相王旦聯手，在各地製造「祥瑞」之象，深得真宗之意。最终真宗在大中祥符元年先後三次封禪。
真宗與皇后劉氏無子。一次真宗偶爾巡幸劉后的侍女李氏，結果李氏於大中祥符三年產下趙受益，由劉后與嬪妃楊氏共同撫養。天禧二年中秋，真宗正式封趙受益為太子，並改名為趙禎。乾興元年二月廿日，真宗駕崩，趙禎即位，是為宋仁宗，尊劉皇后為皇太后，在仁宗成年前代理軍國大事。從此開始了劉太后十六年的垂簾聽政時代。

### 庆历新政
仁宗執政早期一直處在劉氏的陰影之下，直到劉氏死後才得以施展抱負。仁宗雖立曹氏為后，但一直特別寵愛張貴妃。但張氏出身低賤，一直未能晉后位。皇祐六年正月初八，張氏去世。仁宗竟以皇后之禮處理喪事，並追封為溫成皇后，結果出現的一生一死兩皇后，可謂曠古未見。
仁宗时要面對兩大難題：朝廷架構膨脹造成的「冗官」和軍人數目龐大（冗兵）所帶來的龐大財政負擔。同時又要向外族贈送財帛以解決邊患，消耗了大量財富。
党項人李元昊於大慶三年（1038年）独立稱帝，建立西夏後，宋夏之間爆發了數年的戰爭，宋軍屢戰屢敗，導致了重熙增幣。爾後仁宗任用范仲淹、呂夷簡、富弼、包拯、韓琦等能臣推行慶曆新政，成效甚大，令國家空前繁榮。但是一些守舊派人物指稱這些改革派官吏結黨營私，是為朋黨。最終這些改革派官僚多被仁宗貶為地方官，短暫的慶曆新政就此結束。在邊疆上，仁宗任用大將狄青，先後弭平了南蠻儂智高的叛亂和西夏的挑釁。
仁宗的兒子早夭，死後由過繼為嗣的英宗趙曙繼位。英宗多病，最初朝政都由曹太后掌管。治平元年五月後，英宗才開始親政。但是英宗親政半個月後就爆發了濮議事件，這場爭論長達十八個月。事件起因是宰相韓琦提請討論關於英宗生父的名分問題。朝中因此分成兩派，一派認為應稱英宗生父濮王為皇伯，另外一派則認為應該稱為皇考。最終曹太后下旨，稱英宗之父為皇考，才平息了這場爭論。然而，英宗仍是一位有為之主。他繼續任用前朝能臣，也大膽起用新人。英宗也非常重視書籍的編修，《資治通鑑》就是英宗下令編修的。

### 熙寧變法
英宗死後，他的長子神宗即位。神宗在位期間，宋朝初期制訂的制度已經產生諸多流弊，民生狀況開始倒退，而邊境上遼和夏又虎視眈眈。神宗因此銳意改革。神宗啟用著名改革派名臣王安石進行朝政改革，將其任命為參知政事。王安石推行的新法包括均輸、青苗、免役、市易、保甲、保馬、方田均稅等。但是，新法的实行遭到了以司馬光為首的保守派對新法強烈反彈。加上全國天災不斷，神宗的新法實行的決心也有所動搖。熙寧七年，华北大旱，一名名叫鄭俠的官員向神宗上呈一幅流民圖，圖中景象慘不忍睹，神宗因此受到極大震撼。第二天神宗就下令暫罷青苗、方田、免役等十八項法令。儘管這些法令不久之後得到恢復，但神宗與王安石之間已經開始不信任。熙寧七年四月，王安石第一次被罷相，出知江寧府。後來變法派中的官員呂惠卿肆意妄為。王安石因此回京復職，但依然受到保守派的堅決阻撓。熙寧九年六月，王安石長子去世，王安石借機堅決求退，神宗於十月再次罷免王安石的相位，此後王安石便不問世事。

熙寧變法的主導人王安石

儘管後人對熙寧新法的評價非常兩極，但新法效果確實遠不如王安石預想。推行新法雖然大大增加了國家的財政收入和耕地面積，却也增加了平民的負擔。熙寧新法在軍事上的改革也只是頭痛醫頭，腳痛醫腳，軍隊戰鬥力無明顯改善。加上王安石操之過急，將需要經歷長時間社會演進才能完成的十余項改革在短短數年內全盤推行，使變法陷入了欲速則不達的困境。而且，新法實施到了後期，條文與執行效果相差越來越大，一些措施從利民變成擾民。新法執行過程中用人不當也是最後失去民心的原因，變法派中如呂惠卿、曾布、李定和蔡京等都是人品相當有爭議的人物。有的更被視為小人。對於這次改革，以「大歷史」著稱的史學家黃仁宇評論這次變法：「早我們之前九百年，即企圖以金融管制的辦法操縱國事，其範圍與深度不曾在世界裏其他地方提出。但現代金融是一種無所不至的全能性組織力量，它之統治所及概要全部包含，又要不容與它類似的其他因素分庭抗禮。」
王安石被罷相後，神宗繼續改革事業，號為「元豐改制」。元豐改制雖與熙寧變法並稱為「熙豐新法」，但改革力度無法同熙寧變法相提並論。伴隨著國力的增強，神宗將焦點轉移到外患上。他決心消滅西夏。熙寧五年五月，神宗開始西征西夏，取得了很大勝利，也大大鼓舞了神宗的信心。元豐四年四月，西夏發生政變，神宗借此再次征討西夏。結果卻遭到慘敗，神宗因此一病不起。元豐八年正月初，神宗立六子趙傭為太子。而神宗頒佈的新法雖然曾一度被其母高太后廢除，但不久又陸續恢復，不少甚至沿用到南宋時期。

### 元祐更化
神宗駕崩後，实权掌控在太后高氏手上，剛即位的哲宗趙煦受到严厉压制。高太后重用以司馬光為首的保守派，並排挤宋哲宗，废除了宋神宗时期推行的「熙丰新法」，結果引发了的北宋朝廷中保守派和新法派之间严重的政治斗争。因保守派有高太后的支持，大力打压新法派，贬黜放逐众多新法派官员，这次政治事件被称为「元祐更化」。但宋哲宗在高太后死后得以掌控实权，转而打压保守派，重新启用新法派和推行新法。

### 徽宗怠政
哲宗沒有留下子嗣，死後由他弟弟趙佶即位，是為宋徽宗。徽宗專好享樂，對朝政毫無興趣，即位初由向太后垂帘聽政，向太后啟用新舊兩黨人士試圖重整融合朝中和諧，但隨著向太后駕崩而告終。徽宗自幼愛好筆墨、丹青、騎馬等。親政後的徽宗的生活糜爛，喜好逛青樓。還大興土木，聽信道士所言，在開封東北角修建萬歲山，後改名為艮岳。艮岳方圓十餘里，其中有芙蓉池、慈溪等勝地。裏面亭臺樓閣、飛禽走獸應有盡有。徽宗還在蘇州設立應奉局，專門在東南搜刮奇石，是為花石綱，引得民怨沸騰。
宋徽宗不理朝政，政務都交給以蔡京為首的六賊。蔡京以恢復新法為名大興黨禁，排斥異己。蔡京掌权后，以恢复新法的名号将元祐年间反对新法的保守派官员定为奸党，并对保守派官员进行大规模的政治迫害，既为元祐奸黨案。正直的大臣因此全被排斥出政治中心。蔡京主政时期确实进行了大规模的经济改革，包括开创了盐引制度等，提高了北宋朝廷的财政收入，满足了宋徽宗的奢靡生活和对外用兵的花费，但同时蔡京推行的经济政策也极大加重了北宋百姓的负担，严重激化了社会矛盾，造成民变四起。
徽宗宣和元年（1119年）宋江聚众三十六人起事，活动于山东、河北一带，后受招安。宣和二年（1120年）摩尼教教主方腊率众在歙县七贤村起事（一说在淳安万年乡帮源峒起事），其后攻占杭州，建立了横跨今日江苏、浙江、安徽、江西四省六州五十二县在内的农民政权，次年被宋将韩世忠镇压。

### 靖康之禍
宋徽宗好大喜功，眼見金國進攻遼國，希望乘機收復燕雲十六州，便於重和元年（1118年）春遣馬政自登州渡海至金，訂立「海上之盟」，兩國共同攻遼，北宋負責攻打遼的南京和西京。滅遼後燕雲之地歸宋，過去宋贈遼的歲幣改付金國。由於宋軍大敗，結果金兵掠去燕京人口，克扣營、平、灤三州。虽然宋朝策反三州守将张觉，一度收回幽云十六州中的十一州，但宣和七年（1125年）金兵分兩路南侵，很快占领幽云各州，直指宋都。趙佶傳位其子钦宗收拾局面，自己逃到江南。欽宗在戰和之間舉棋不定，之後不得已啟用李綱守東京。金军失利暂退后，徽宗回京。
靖康元年（1126年）八月，金朝二度南下，九月陷太原，十一月陷開封外城。卅日，欽宗被迫前去金營議和，三日後返回，大肆搜刮城內財物以應金人索求。此時開封被金人圍困，城內因饑荒及疫病而死者甚眾。靖康二年（1126年）正月，钦宗再次亲自请和被扣押，但宋朝再無法籌集足夠財帛滿足金人，宋将范琼变节将徽宗、宗室、后妃公主等交给金军。靖康二年（1127年）二月六日，徽、欽二帝被金太宗廢為庶人。金朝掠走北宋几乎所有皇室成员、宮人和财宝北歸，仅钦宗弟康王赵构在外募兵勤王得以幸免，史稱「靖康之難」。同時五月，趙構在南京應天府（今河南商丘）登基為帝，改元「建炎」，南宋建立。
靖康二年三月，金朝建立傀儡政權「大楚」，立張邦昌为帝。張邦昌棄位南下歸宋後，金人又于1130年建立大齐政权，立刘豫为帝，史称“刘齐”。是年，金人掠徽欽二宗及其兄弟全家到五國城，徽宗被封為昏德公，欽宗被封為重昏侯，兩人最後客死五国城內。
儘管徽宗在朝政上毫無建樹，但他的書法和繪畫都在藝術史上有重要地位。徽宗獨創瘦金體，並重視書畫事業。翰林書畫院的地位大幅提高，著名畫家，《清明上河圖》的作者張擇端就是其提拔。就連其子趙構也受到薰陶，成為傑出書法家。
赵构后来称帝建立南宋，但与北宋相比失去了河北、河南、山东，疆域大减。

## 政治

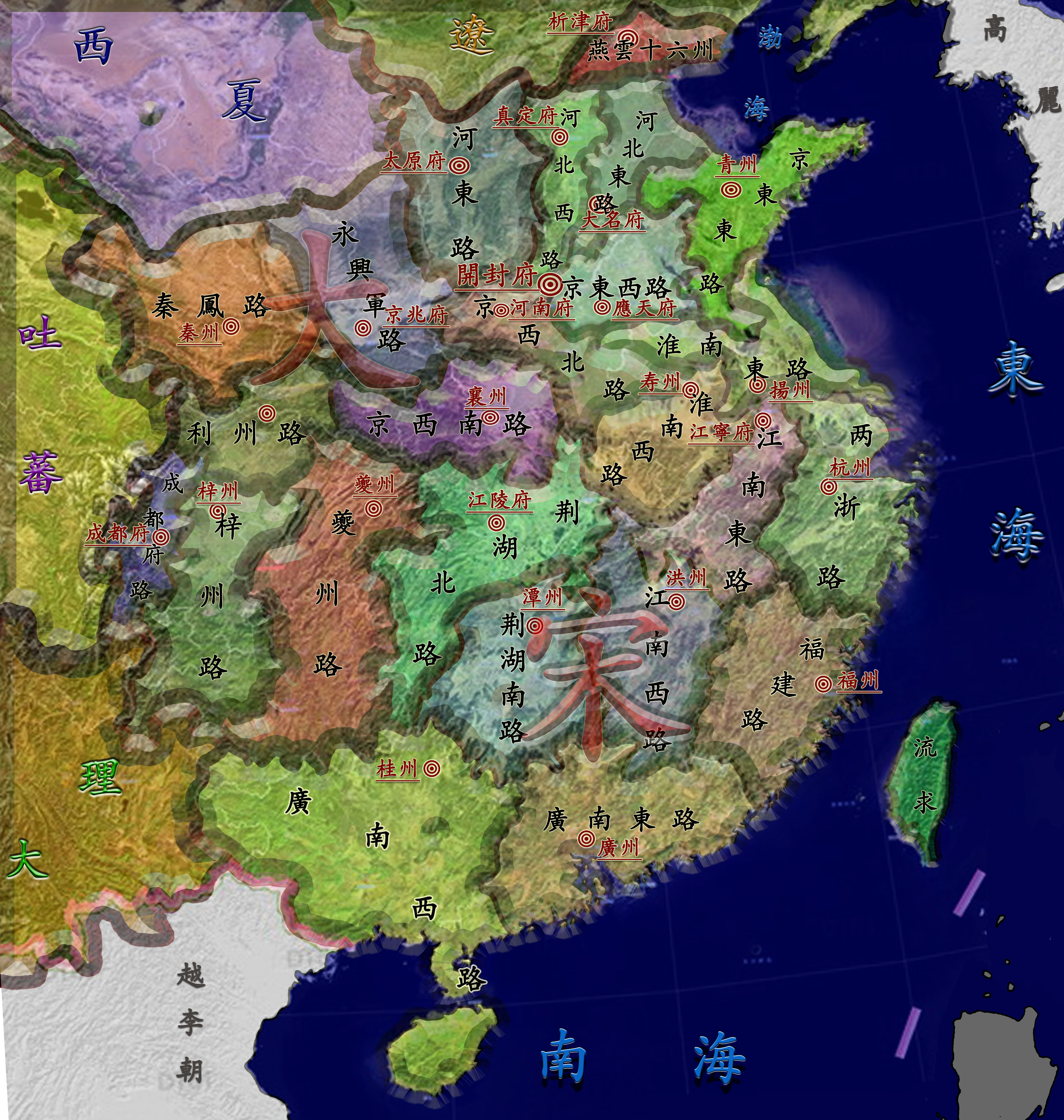
北宋 分路图

### 中央集权
宋朝集權中央，強幹弱枝，地方官員皆由中央派遣，不得常駐。地方不留存儲（制钱谷），財富悉數轉運中央。過度集中軍權及財權，雖然徹底解決了唐代地方擁兵自重的問題，但亦導致地方日趨貧弱。以致金兵南下攻佔首都汴京，即令全國瓦解，地方既難以作單獨抵抗，亦無法有效為中央提供糧草資源補給及軍事救援。與唐朝安史之亂時兩京俱失，但州郡尚能憑藉錢糧、兵員及軍需儲備各自作戰，甚至互相救援形成了對比。

### 考試制度
宋代科舉制度大致上沿襲唐代，但唐代尚實行公卷、通榜之制，除了考試之外，亦參考社會及政府先輩對考生才德聲望評價，選拔人才。至宋初以後，為免公卷、通榜之制造成作弊，考試制度遠比唐代嚴格，如實行糊名之制，但此舉亦使考生僅憑考試成績出仕，未必具備考試以外的才學。此外，宋代因為唐末門第衰落之故，考生大多出身寒微。除了缺乏國家及門第教育外，他們受出身所限，僅能著重應考的科目、文選詩賦及經籍記誦，少有唐代門第政治世家的熏陶。
宋代於王安石執政時曾改革科舉制度，取消帖經、墨義和詩賦等考試，改考經義（解釋經書）和策論。钱穆認為此舉得不償失。
而且，恩蔭補官、任子太濫，是宋代一大弊政；科舉出身輕視恩蔭出身，補官當中並不一定沒有人才，但也使的宋代冗官過多，經濟壓力沉重。

## 军事
宋代軍隊分兩種，一稱禁軍，一稱廂軍。在唐末五代時，藩鎮驕橫，兵亂頻仍，當時社會幾乎大家都當兵，讀書人並不多見。開頭軍隊還像樣，以後都變成了老弱殘兵。軍隊不能上陣打仗，便把兵像罪犯般當勞役用。其時凡當兵的，都要面上刺花字，稱為配軍，防他逃跑。如《水滸傳》裡的宋江、武松一類人，臉上刺了字，送到某地方軍營中當兵做苦工，人家罵他賊配軍，這是遠從五代起，直到宋朝，亦沒有能徹底改。這樣的軍隊，实际战斗力有限。其實這些軍隊，在漢是更役，在唐則是庸。而宋代之所謂役，在漢代卻是地方自治之代表。這些兵，並不要他們上陣打仗，只在地方當雜差。地方政府有什麼力役，就叫他們做。照理，宋代開國第一件該做的事，便是裁兵復員，而宋代卻只照上面所說的這樣裁，至於復員則始終復不了。這也因宋代得天下，並未能真的統一了全國，他們的大敵遼國，已經先宋立國有了五十多年的歷史。
所謂燕雲十六州，早被石敬瑭割讓予遼人。當時遼寧乃及山西、河北的一部分疆土，都在遼人手裡。北方藩籬盡撤，而宋代又建都開封，開封是一片平地，豁露在黃河邊。太行山以東盡是個大平原，騎兵從北南下，三幾天就可到黃河邊。一渡黃河，即達開封城門下。所以宋代立國時沒有國防的。倘使能建都洛陽，敵人從北平下來，渡了河，由現在的隴海線向西，還需越過鄭州一帶所謂京索之山，勉強還有險可守。若從山西邊塞南下，五台山雁門關是那裡的內險，可算得第二道國防線。要一氣沖到黃河邊，還不容易。所以建都洛陽還比較好。若能恢復漢唐規模，更向西建都長安，那當然更好。但宋太祖不建都洛陽或長安，而偏要建都開封，是因為當時國防線早經殘破，燕雲失地未復，他不得不養兵。養兵要糧食，而當時的軍糧，也已經要全靠長江流域給養。古代所謂大河中原地帶，早在唐末五代殘破不堪，經濟全賴南方支持。由揚州往北有一條運河，這不是元以後的運河，而是從揚州往北沿今隴海線西達開封的，這是隋煬帝以來的所謂通濟渠。米糧到了開封，若要再往洛陽運，那時汴渠已壞。若靠陸路運輸，更艱難，要浪費許多人力物力。宋代開國，承接五代一般長期混亂黑暗殘破的局面，沒有力量把軍糧再運洛陽去，長安一片荒涼，更不用提。為要節省一點糧運費用，所以遷就建都在開封。宋太祖當時也講過，將來國家太平，國都還是要西遷的。
在當時本有兩個國策，一是先打黃河北岸，把北漢及遼打平了，長江流域就可不打自下。這個政策是積極進取的，不過也很危險。假使打了敗仗，連退路都沒有。一個是先平長江流域，統一了南方，再打北方，這個政策比較持重穩健。宋太祖採了第二策，先平南方，卻留著艱難的事給後人做。太宗即位，曾兩次對遼親征，但都打了敗仗。一次是在今北平西直門外直去西山頤和園的那條高粱河邊上交戰，這一仗打敗，他自己中了箭，回來因創傷死了。在歷史上，這種事是隱諱不講的。只因宋代開國形勢如此，以後就不能裁兵，不能復員，而同時也不敢和遼國再打仗。因為要打就只能勝，不能敗。敗了一退就到黃河邊，國本就動搖。在這種情形下，宋代就變成養兵而不能打仗，明知不能打仗而又不得不養兵。更奇怪的，養了兵又不看重他們，卻來竭力提倡文治。想把這些兵隊來抵御外患，一面提倡文治，重文輕武，好漸漸裁抑軍人跋扈，不再蹈唐末五代覆轍。因此上養兵而癒不得兵之用，以後就癒養癒多。《水滸傳》說林沖是八十三萬禁軍教頭，實際上太祖開國時只有二十萬軍隊，太宗時有六十六萬，到仁宗時已經有了一百二十五萬。所以王荊公變法行新政，便要著手裁兵。裁兵的步驟，是想恢復古代民兵制度，來代替當時的傭兵。但民兵制度，急切未易推行到全國，遂有所謂保甲制，先在黃河流域一帶試行。保甲就是把農民就地訓練，希望臨時需要，可以編成軍隊，而又可免除養兵之費。
宋代的國防精神是防御性的，不敢主動攻擊，用意始終在防守。把募兵制度與長期的防守政策相配合，這卻差誤了。宋人最怕唐末五代以來的驕兵悍卒，但宋代依然是兵驕卒悍。國家不能不給他們待遇，而且須時時加優，否則就要叛變。政府無奈何，加意崇獎文人，把文官地位提高，武官地位抑低。節度使閑來沒事做，困住在京城，每年冬天送幾百斤薪炭，如是種種，把他們養著就算。養了武的又要養文的，文官數目也就逐漸增多，待遇亦逐漸提高。弄得一方面是冗兵，一方面是冗吏，國家負擔一年重過一年，弱了轉貧，貧了更轉弱，宋代政府再也扭不轉這形勢來。因養了許多無用兵，使宋代成為一個因養兵而亡國的朝代。
關於國防資源問題，這也是宋代一個最大的缺憾。在只有兩個地方出產馬。一在東北，一在西北。一是所謂薊北之野，即今熱察一帶。一是甘涼河套一帶。一定要高寒之地，才能養好馬。養馬又不能一匹一匹分散養，要在長山大谷，有美草，有甘泉，有曠地，才能成群養，才能為騎兵出塞長途追擊之用。而這兩個出馬地方，在宋初開國時，正好一個被遼拿去，一個被西夏拿去，都不在宋朝手裡。與馬相關聯的尚有鐵，精良的鐵礦，亦都在東北塞外，這也是宋代弱征之一。可馬在溫濕地帶飼養不易，很容易生病死亡，因此馬匹也成了宋代國防上所遭遇的大難題。然而有记载称宋初掌握的马匹曾超过20万匹，天禧年间甚至马多到估直出卖，并且欧阳修指出河东路适宜养马。
自宋遼兩國講和以後，宋朝的國防形勢是很可憐的。兩國既不正式開戰，也不好正式布置邊防。只獎勵民間種水田，多開渠道，於渠旁多植榆楊。萬一打仗，可以做障礙，稍稍抵御遼人之大隊騎兵。

## 经济

### 农业
宋真宗大中祥符五年（1012年）引进占城稻后，亲自推广占城稻，从福建取占城稻三万斛，分给江淮、两浙种植，这是中国历史上水稻的一次大规模引种。宋神宗熙宁年间，进行大规模引浊放淤、改良农田，全国兴修水利10793处，溉田3600多万亩。长江下游出现稻麦一年二熟制，提高农田单位产量。农具也有很大改进，出现了拔秧工具—秧马。发现石灰、硫黄、钟乳粉等矿物可以作为农田肥料施用。油菜已成为江南地区的主要油料作物。南方各地普遍栽种茶树。川蜀、两广、两浙、福建是著名的甘蔗种植区。秦观作《蚕书》，是为中国现存最早的蚕业著作。
北宋全盛时，麻布产量比盛唐时期多二倍。棉织品在全部纺织品中的比重有所上升。两浙、川蜀地区成为丝织业中心。宋代制瓷窑户几乎遍布全国各地。定州（今属河北）定窑、汝州（今河南临汝）汝窑、颍昌府阳翟（今河南禹州）的钧瓷、饶州（今江西波阳）景德镇窑各有特色。随着雕版印刷业的兴盛，纸张的需要量激增，促使民间造纸业迅速发展。宋代造纸技术比前代大幅度提高。北宋已大量开采石炭（煤），用于冶金和民间日用燃料。在军事和医药上都已利用石油。

### 工商业
北宋工商业发达，北宋后期出现了总计50座户口在10万户以上的大城市。宋真宗天禧五年（1021年）川陕四路地区出现了世界上最早的纸币─—交子。内河航运和造船也极其发达。遍布各地的驿站网，除官府文书外，还可邮寄私人信件。北宋对外贸易也盛况空前。在四川出现最早的茶马互市。在海上，北自登州、密州，南到泉州、广州，总共开放了12个官方对外通商港口，设立市舶司，管理对外贸易。从泉州；广州等港口出发的船只，远达非洲的埃及和当时的东非诸国，将宋国瓷器和丝绸等工业产品出口到西洋，换回香料、药材、象牙及宝石等奢侈品。海上交通业的发达，也拉动了造船业的发展。沈括写道：“国初，两浙献龙船，长二十余丈，上为宫室层楼，设御塌以备游幸。”

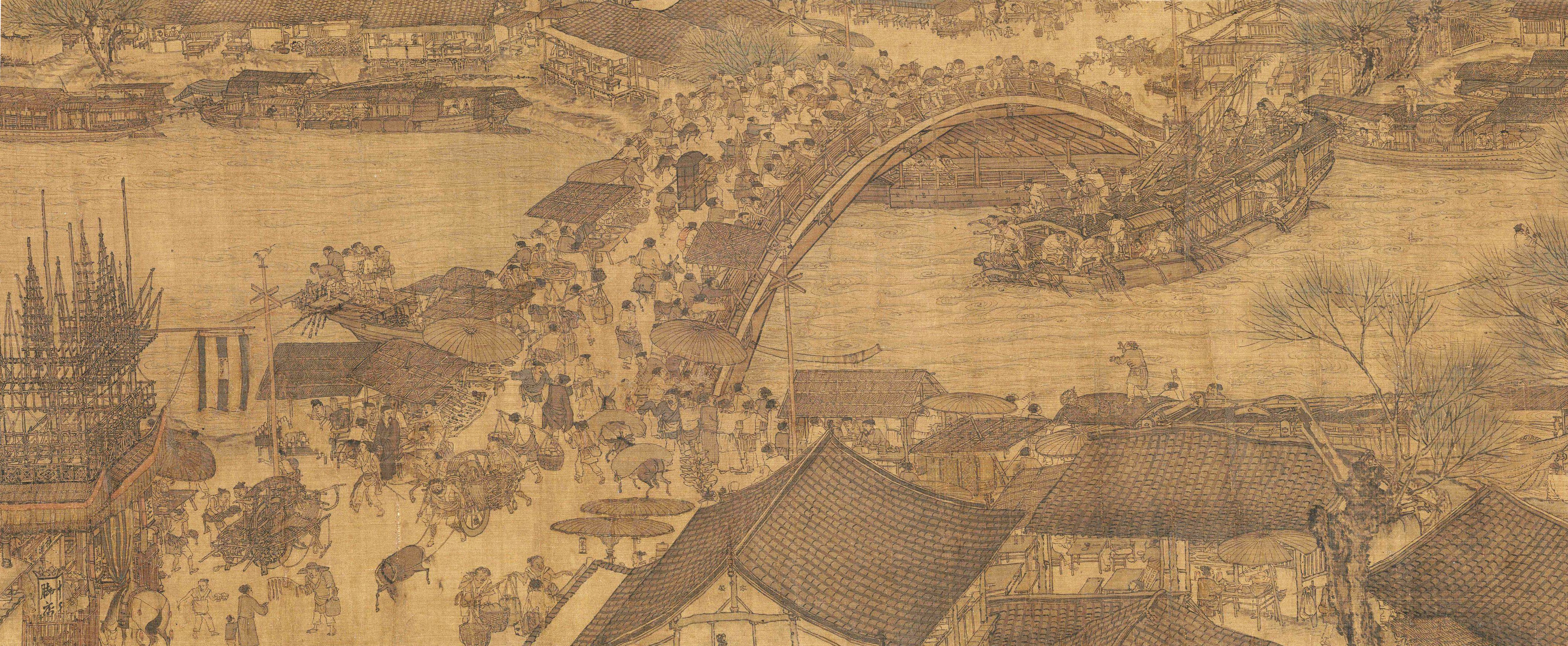
清明上河图局部

### 賦稅制度
宋代賦稅制度大體由唐代兩稅制沿下。本來兩稅制度把一切賦稅項目都歸並成單一的兩稅。宋代之差役也如秦代之戍邊，都是由前面歷史沿襲下來，政府沒有仔細注意，而遂為社會之大害。

## 文化
北宋时代的儒学复兴和重视文化正常，因而大力提拔文人，使文人得到自由发展的空间，其中较著名的文人有王安石、范仲淹、苏洵、苏轼、苏辙、司马光、欧阳修等人，他們擅于写词，並达到极高水平，与唐诗成为中国古典文学艺术的瑰宝。書法也是突出，國立故宮博物院典藏之黃庭堅、蘇軾、米芾、蔡襄並列為北宋四大書家。张择端的《清明上河图》，这幅长卷通过描绘汴京的风物，使近六百人跃然纸上，成为中国绘画史上不朽的佳作。图画中显現出北宋宣和年间汴梁城经济和商业发达的景象，故有人认为宋朝時資本主義開始萌芽。

## 科技
中国四大发明之一的活字印刷术正式被发明，改良了書籍印刷的技術，對後世文化有很大推動作用。黑色火药在宋初首次应用于军事。指南针已经在北宋军队中用于辨明方向。北宋文人沈括撰寫《夢溪筆談》，乃歷史上著名的科學著作之一。

## 北宋君主
| 肖像                                                          | 庙号                      | 谥号                                          | 名讳                                                      | 在世时间       | 在位时间       | 年号                                         | 年号使用时间 | 陵寝   |
| ------------------------------------------------------------- | ------------------------- | --------------------------------------------- | --------------------------------------------------------- | -------------- | -------------- | -------------------------------------------- | ------------ | ------ |
| －                                                            | 聖祖 （真宗赵恒追尊）     | 上灵高道九天司命保生天尊大帝 （真宗赵恒追谥） | 趙玄朗                                                    | ？             | －             | －                                           | －           | －     |
|                                                               | 僖祖 （太祖赵匡胤追尊）   | 文献皇帝 （太祖赵匡胤追谥）                   | 趙朓                                                      | ？             | －             | －                                           | －           | 钦陵   |
| 文献睿和皇帝 （真宗赵恒累谥）                                 | 僖祖 （太祖赵匡胤追尊）   |                                               | 趙朓                                                      | ？             | －             | －                                           | －           | 钦陵   |
| 立道肇基积德起功懿文宪武睿和至孝皇帝 （徽宗赵佶累谥）         | 僖祖 （太祖赵匡胤追尊）   |                                               | 趙朓                                                      | ？             | －             | －                                           | －           | 钦陵   |
|                                                               | 順祖 （太祖赵匡胤追尊）   | 惠元皇帝 （太祖赵匡胤追谥）                   | 趙珽                                                      | ？             | －             | －                                           | －           | 康陵   |
| 惠元睿明皇帝 （真宗赵恒累谥）                                 | 順祖 （太祖赵匡胤追尊）   |                                               | 趙珽                                                      | ？             | －             | －                                           | －           | 康陵   |
|                                                               | 翼祖 （太祖赵匡胤追尊）   | 简恭皇帝 （太祖赵匡胤追谥）                   | 趙敬                                                      | ？             | －             | －                                           | －           | 定陵   |
| 简恭睿德皇帝 （真宗赵恒累谥）                                 | 翼祖 （太祖赵匡胤追尊）   |                                               | 趙敬                                                      | ？             | －             | －                                           | －           | 定陵   |
|                                                               | 宣祖 （太祖赵匡胤追尊）   | 昭武皇帝 （太祖赵匡胤追谥）                   | 趙弘殷                                                    | 900年－956年   | －             | －                                           | －           | 永安陵 |
| 昭武睿聖皇帝 （真宗赵恒累谥）                                 | 宣祖 （太祖赵匡胤追尊）   |                                               | 趙弘殷                                                    | 900年－956年   | －             | －                                           | －           | 永安陵 |
|                                                               | 太祖                      | 英武圣文神德皇帝                              | 赵匡胤                                                    | 927年－976年   | 960年－976年   | 建隆 乾德 开宝                               |              | 永昌陵 |
| 啟運立極英武睿文神德聖功至明大孝皇帝 （真宗赵恒累谥）         | 太祖                      |                                               | 赵匡胤                                                    | 927年－976年   | 960年－976年   | 建隆 乾德 开宝                               |              | 永昌陵 |
|                                                               | 太宗                      | 神功聖德文武皇帝                              | 赵炅 （初名匡义，太祖即位改名光义，即位后改名炅）         | 939年－997年   | 976年－997年   | 太平兴国 雍熙 端拱 淳化 至道                 |              | 永熙陵 |
| 至仁應道神功聖德文武睿烈大明廣孝皇帝 （真宗赵恒累谥）         | 太宗                      |                                               | 赵炅 （初名匡义，太祖即位改名光义，即位后改名炅）         | 939年－997年   | 976年－997年   | 太平兴国 雍熙 端拱 淳化 至道                 |              | 永熙陵 |
|                                                               | 真宗                      | 文明章聖元孝皇帝                              | 赵恒 （初名德昌，后改元休、元侃，及立太子改名恒）         | 968年－1022年  | 997年－1022年  | 咸平 景德 大中祥符 天禧 乾兴                 |              | 永定陵 |
| 文明武定章聖元孝皇帝 （仁宗赵祯累谥）                         | 真宗                      |                                               | 赵恒 （初名德昌，后改元休、元侃，及立太子改名恒）         | 968年－1022年  | 997年－1022年  | 咸平 景德 大中祥符 天禧 乾兴                 |              | 永定陵 |
| 應符稽古神功讓德文明武定章聖元孝皇帝 （仁宗赵祯累谥）         | 真宗                      |                                               | 赵恒 （初名德昌，后改元休、元侃，及立太子改名恒）         | 968年－1022年  | 997年－1022年  | 咸平 景德 大中祥符 天禧 乾兴                 |              | 永定陵 |
|                                                               | 仁宗                      | 神文聖武明孝皇帝                              | 赵祯 （初名受益，立太子改名祯）                           | 1010年－1063年 | 1022年－1063年 | 天圣 明道 景祐 宝元 康定 慶曆 皇祐 至和 嘉祐 |              | 永昭陵 |
| 體天法道極功全德神文聖武睿哲明孝皇帝 （神宗赵顼累谥）         | 仁宗                      |                                               | 赵祯 （初名受益，立太子改名祯）                           | 1010年－1063年 | 1022年－1063年 | 天圣 明道 景祐 宝元 康定 慶曆 皇祐 至和 嘉祐 |              | 永昭陵 |
|                                                               | 英宗                      | 憲文肅武宣孝皇帝                              | 赵曙 （初名宗实，立皇子改名曙）                           | 1032年－1067年 | 1063年－1067年 | 治平                                         |              | 永厚陵 |
| 體應曆隆功盛德憲文肅武睿聖宣孝皇帝 （神宗赵顼累谥）           | 英宗                      |                                               | 赵曙 （初名宗实，立皇子改名曙）                           | 1032年－1067年 | 1063年－1067年 | 治平                                         |              | 永厚陵 |
|                                                               | 神宗                      | 英文烈武聖孝皇帝                              | 赵顼 （初名仲鍼，封淮阳郡王改名顼）                       | 1048年－1085年 | 1067年－1085年 | 熙宁 元豐                                    |              | 永裕陵 |
| 绍天法古运德建功英文烈武钦仁圣孝皇帝 （哲宗赵煦累谥）         | 神宗                      |                                               | 赵顼 （初名仲鍼，封淮阳郡王改名顼）                       | 1048年－1085年 | 1067年－1085年 | 熙宁 元豐                                    |              | 永裕陵 |
| 体元显道帝德王功英文烈武钦仁圣孝皇帝 （徽宗赵佶改谥）         | 神宗                      |                                               | 赵顼 （初名仲鍼，封淮阳郡王改名顼）                       | 1048年－1085年 | 1067年－1085年 | 熙宁 元豐                                    |              | 永裕陵 |
| 体元显道法古立宪帝德王功英文烈武钦仁圣孝皇帝 （徽宗赵佶累谥） | 神宗                      |                                               | 赵顼 （初名仲鍼，封淮阳郡王改名顼）                       | 1048年－1085年 | 1067年－1085年 | 熙宁 元豐                                    |              | 永裕陵 |
|                                                               | 哲宗                      | 欽文睿武昭孝皇帝                              | 赵煦 （初名傭，立皇太子改名煦）                           | 1076年－1100年 | 1085年－1100年 | 元祐 紹聖 元符                               |              | 永泰陵 |
| 憲元繼道顯德定功欽文睿武齊聖昭孝皇帝 （徽宗赵佶累谥）         | 哲宗                      |                                               | 赵煦 （初名傭，立皇太子改名煦）                           | 1076年－1100年 | 1085年－1100年 | 元祐 紹聖 元符                               |              | 永泰陵 |
| 宪元继道世德扬功钦文睿武齐圣昭孝皇帝 （徽宗赵佶改谥）         | 哲宗                      |                                               | 赵煦 （初名傭，立皇太子改名煦）                           | 1076年－1100年 | 1085年－1100年 | 元祐 紹聖 元符                               |              | 永泰陵 |
|                                                               | 徽宗 （高宗赵构尊上庙号） | 圣文仁德显孝皇帝 （高宗赵构谥）               | 赵佶 （金太宗完颜晟降封昏德公，金熙宗完颜亶追封天水郡王） | 1082年－1135年 | 1100年－1126年 | 建中靖国 崇宁 大觀 政和 重和 宣和            |              | 永祐陵 |
| 體神合道駿烈遜功聖文仁德慈憲顯孝皇帝 （高宗赵构累谥）         | 徽宗 （高宗赵构尊上庙号） |                                               | 赵佶 （金太宗完颜晟降封昏德公，金熙宗完颜亶追封天水郡王） | 1082年－1135年 | 1100年－1126年 | 建中靖国 崇宁 大觀 政和 重和 宣和            |              | 永祐陵 |
|                                                               | 钦宗 （高宗赵构尊上庙号） | 恭文順德仁孝皇帝 （高宗赵构谥）               | 赵桓 （金太宗完颜晟降封重昏侯，金熙宗完颜亶封天水郡公）   | 1100年－1156年 | 1126年－1127年 | 靖康                                         |              | 永獻陵 |

## 同期世界历史
- 968年，丁部領建立大瞿越國。970年，丁部領自稱皇帝，並且制定年號太平，由於丁朝統一越南北部，並且創有國號，所以丁朝是越南脫離開始。
- 962年，德意志國王、薩克森王朝的奧托一世在羅馬由教宗若望十二世加冕稱帝，到973年在位，成為羅馬的監護人和羅馬天主教世界的最高統治者。1157年，这一帝国得到了“神圣帝国”的称号。
- 963年-1186年，伊斯兰加兹尼王国建立，统治遍及波斯东部、阿富汗、印度次大陆北部。
- 1055年，塞尔柱突厥人攻陷巴格达，解除了阿拔斯王朝哈里发的政治权力，仅让其保有宗教首领的地位。
- 1096年，欧洲第一次十字军东征。

## 註解
1. ↑  即东京开封府，今河南省开封市，北宋滅亡後改稱汴京。
2. ↑  繁：，简：，拼音：，注音：，音同「照筐印」。
3. ↑  宋建隆元年正月初五日。
4. ↑  宋靖康二年二月初六日。
5. ↑   註: